# Dourbies
Dourbies ist eine französische Gemeinde mit 157 Einwohnern (Stand 1. Januar 2022) im Département Gard in der Region Okzitanien. Sie gehört zum Gemeindeverband Communauté de communes Causses Aigoual Cévennes.

## Geographie
Dourbies liegt fünf Kilometer südöstlich von Trèves und sechs Kilometer südwestlich von Saint-Sauveur-Camprieu im westlichsten Teil des Départements Gard im waldreichen Nationalpark Cevennen südlich des Forêt Domaniale du Causse Noir (Staatswald des schwarzen Kalksteinplateaus) und westlich des Forêt Domaniale de L’aigual im Tal der Dourbie. Der Trèvezel, ein Nebenfluss der Dourbie, fließt ebenfalls im Gemeindegebiet. Zu Dourbies gehört der Weiler Roucabie.

## Geschichte
Durch die Besteuerung in Dourbies im Jahr 1435 lässt sich errechnen, dass es sechs oder sieben Haushalte gehabt haben muss.

### Bevölkerungsentwicklung
| Jahr                       | 1962 | 1968 | 1975 | 1982 | 1990 | 1999 | 2008 | 2017 |
| -------------------------- | ---- | ---- | ---- | ---- | ---- | ---- | ---- | ---- |
| Einwohner                  | 383  | 308  | 251  | 223  | 213  | 204  | 186  | 145  |
| Quellen: Cassini und INSEE |      |      |      |      |      |      |      |      |

## Wirtschaft
Das Bild der Gemeinde wird von Weiden, Wald und Esskastanienhainen geprägt. Wichtige Erwerbszweige der Dourbiens sind der Abbau von Quarz in Roucabie, Forstwirtschaft, Ackerbau und die Zucht von Hausschafen.

## Kultur und Sehenswürdigkeiten
Die Fontaine des trois ermites (Brunnen der drei Eremiten) wurde 1990 errichtet. Sie nimmt auf eine Legende Bezug. Wegen dieser Legende ist es in den umliegenden Gemeinden Sitte, zu Pfingsten zum Rocher de Saint-Guiral, einem Felsen der zum Gemeindegebiet von Aumessas gehört, zu pilgern.
Die Kirche Notre Dame de l’Assomption (Mariä Aufnahme in den Himmel) wurde zwischen 1883 und 1887 erbaut.
Der See Lac des Pises gehört zum Naturpark Cevennen.
Die Gorges de la Dourbie sind Felsschluchten der Dourbie. Die Dourbie entspringt am Mont Aigoual und verläuft entlang des Causse Noir und des Causse du Larzac. Die Schluchten sind zwischen 380 und 850 Metern hoch.